# Баня (област Сливен)
Вижте пояснителната страница за други значения на Баня.
Бàня е село в югоизточната част на България, община Нова Загора, област Сливен. Известно е и като Кортенски минерални бани, Новозагорски минерални бани.

## География
Село Баня се намира на около 29 km запад-югозападно от областния център град Сливен, около 13 km северно от общинския център град Нова Загора и около 36 km североизточно от град Стара Загора. Разположено е в югоизточните разклонения на рида Межденик, в Межденишкия пролом на река Тунджа, на 3 – 4 km североизточно от стената на язовир Жребчево. Надморската височина в селото при сградата на кметството, в близост до реката, е около 217 m, нараства на север и северозапад до около 260 – 270 m, а на юг отвъд реката – до около 250 – 270 m. Климатът е преходно-континентален, а почвите са предимно наносни.
Минералните води при село Баня са каптирани в алувиалните наноси край десния бряг на река Тунджа, които покриват гранити. Температурата им е 42 – 57°C, дебитът е около 8 L/s. Водите са азотни, сулфатно-хидро-карбонатни, натриеви, флуорни, с минерализация 0,94 g/L, високо съдържание на флуор – до 16 mg/L, и на силициев двуокис. Използват се за профилактика и лечение при заболявания на опорно-двигателния апарат, на периферната нервна система и при гинекологични заболявания.
Природните условия позволяват развиване на оранжерийно зеленчукопроизводство, лозарство, овощарство, овцевъдство. Голяма част от землището на селото е покрита от широколистни и иглолистни гори.
Общински пътища от селото водят: на изток – до кръстовище с третокласния републикански път III-662 (Нова Загора – Твърдица – Елена) с продължение отвъд кръстовището на изток към село Червенаково; на юг – до южна връзка с път III-662; на запад – към язовир Жребчево.
Землището на село Баня граничи със землищата на: село Сборище на север; град Шивачево на север и североизток; село Червенаково на североизток; село Съдийско поле на изток; село Кортен на юг; село Асеновец на югозапад; село Крива круша на югозапад; село Паничерево на запад; град Твърдица на запад; село Оризари на северозапад.
Населението на село Баня, наброявало 830 души при преброяването към 1934 г. и 998 към 1956 г., нараства временно до 1446 души към 1965 г. (вероятно поема част от населението на селата Жребчево, Запалня и Долно Паничерево, залети през 1965 г. от водите на язовир Жребчево и закрити), намалява до 1175 през 1975 г. и към 2021 г. наброява 1539 души (по служебен документ на НСИ от 2021-12-31).
При преброяването на населението към 1 февруари 2011 г., от обща численост 1479 лица, за 887 лица е посочена принадлежност към „българска“ етническа група, за 309 – към „турска“, за 8 – към „ромска“, за 38 – към „други“, за 27 – „не се самоопределят“ и за 210 – „не отговорили“.

## История
В околностите на село Баня има останки от антично селище (открита е колективна находка от антични монети от Аполония) и от средновековната крепост Калето (южно от селото). Сведения за селото има от времето на османското владичество – споменато е като турско село с името Лъджите. След Освобождението в него се заселват българи.
След Руско-турската война (1877 – 1878 г.) по Берлинския договор 1878 г. селото остава в Източна Румелия; присъединено е към България след Съединението 1885 г.

### Училище
Училище в село Баня е открито през 1891 г. с учител Кольо Петров от село Долно Паничерево. През 1907 г. обучаваните от един учител класове стават четири, наема се и втори учител и така продължава до 1921 г., когато е открита непълна прогимназия с първи прогимназиален клас. През учебната 1922/1923 г. се открива втори клас, през 1923/1924 г. – трети и прогимназията става пълна. Тук са учили и ученици от селата Жребчево, Червенаково, Близнец, Сърцево, Оризари и Шивачево. Непосредствено след 9 септември 1944 г. в село Баня функционира основно училище с пълна сборна прогимназия. Началният курс е набирал ученици от село Баня, а средният курс – ученици и от село Жребчево. От 1952 г. училището се нарича Основно училище „Злати Терзиев“ – на името на загиналия като партизанин съселянин Злати Динев Терзиев.

### Читалище
Читалище „Пробуда“ в село Баня е основано през 1911 г. В него членуват предимно учители и друга местна интелигенция. Поради войните, обаче, дейността му е прекратена. През 1932 г. учители и прогресивни младежи от селото свикват общо събрание, на което отново основават читалище. Избрано е читалищно настоятелство от 4 души, контролна комисия от трима и неплатен библиотекар (Злати Динев Терзиев). Читалището е изнасяло сказки, реферати и представления. Необходимите му парични средства читалището набира от: членски внос; 5% от прихода на училищните недвижими имоти; представления и дарения. Книжният фонд на читалищната библиотека в началото се състои от 50 тома, съхранявани в библиотечен шкаф в училищната канцелария, от където са раздавани книги за прочит. През 1953 г. по решение на общо събрание на членовете читалище „Пробуда“ е преименувано на читалище „Петко Енев“. През 1971 г. е открита нова читалищна сграда. В края на 1957 г. библиотеката има книжен фонд около 1300 тома, нараснал през 1982 г. на около 8600, а впоследствие – на повече от 10000 тома.

## Обществени институции
Село Баня към 2023 г. е център на кметство Баня.
В село Баня към 2023 г. има:
- действащо читалище „Петко Енев – 1932“;[18][19]
- действащо общинско основно училище „Злати Терзиев“;[20]
- православна църква „Свети безсребреници Козма и Дамян“;[21]
- пощенска станция.[22]

## Културни и природни забележителности
От 2016 г. в първата седмица (неделя) на месец април се провеждат конни състезания. Те стават като емблема на празника на селото.

## Други
В южната част на селото отвъд реката се намират (към 2023 г.):
- минерална баня;
- дом за стари хора;
- лагер за бежанци.

Учителят Цанко Стоев е написал история за село Баня.